# 뿌리채소

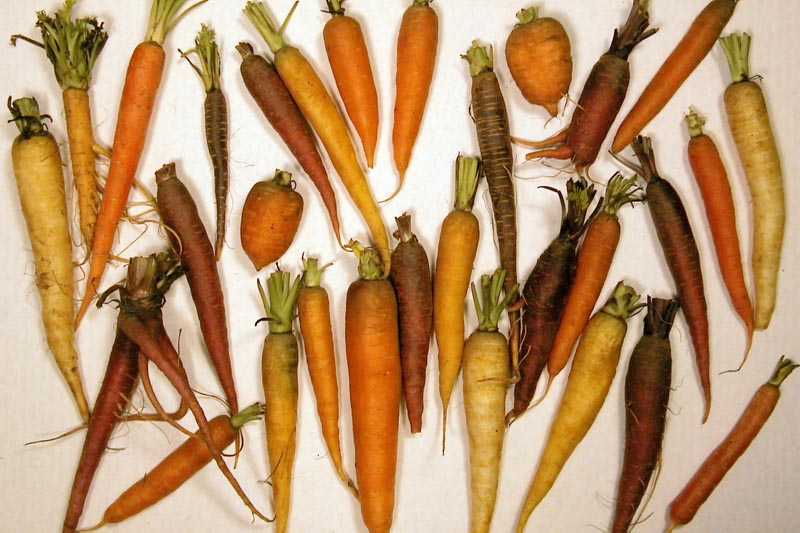
당근 뿌리는 다양한 모양과 색깔을 지닌다

뿌리채소는 인간이나 동물이 음식으로 섭취하는 땅속 식물 부위이다. 농업 및 요리 용어에서 이 용어는 주근과 덩이뿌리와 같은 진정한 뿌리뿐만 아니라 비늘줄기, 알줄기, 땅속줄기, 줄기덩이줄기와 같은 뿌리가 아닌 부분에도 적용된다.

## 설명
뿌리채소는 일반적으로 저장 기관으로, 탄수화물 형태로 에너지를 저장하기 위해 비대해진 부분이다. 이들은 녹말, 설탕 및 기타 탄수화물의 농도와 균형이 다르다.

## 뿌리채소 목록
다음 목록은 뿌리의 해부학적 구조에 따라 분류된 뿌리채소이다.

### 변형된 줄기
- 알줄기
  - 곤약
  - 타로
  - 남방개
  - 엔세테속
  - 수련속
  - 프테리디움 에스쿨렌툼
  - 사기타리아속
  - 부들속

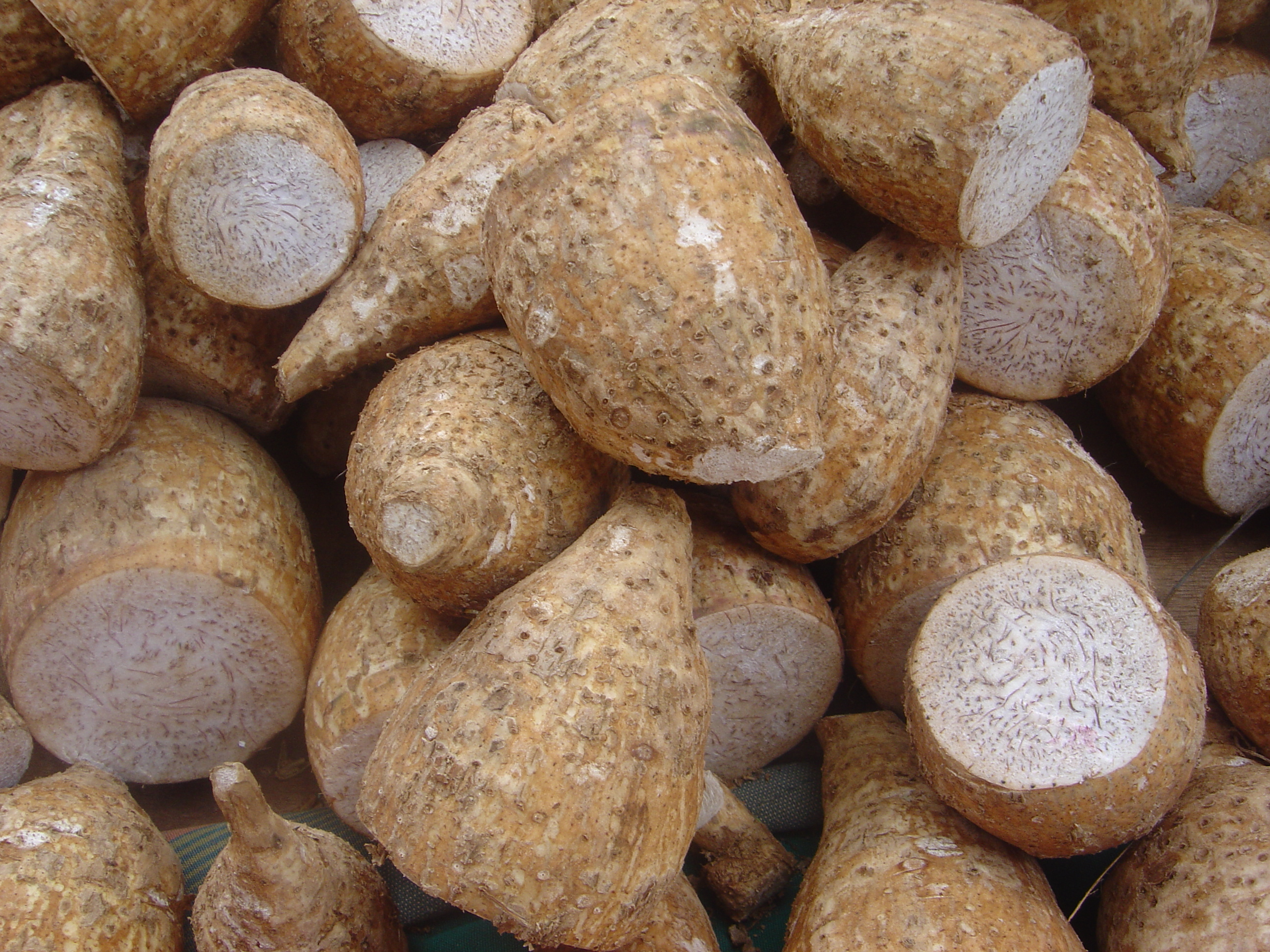
타로 알줄기

  - 아메리카토란속 (말랑가, 코코얌, 타니아, 야우티아 및 기타 이름)
  - 에드도 (에드도 또는 일본 감자)

- 비늘줄기
  - 양파
  - 마늘
  - 카마시아 콰마시 (블루 카마스)
  - 회향
- 땅속줄기
  - 울금
  - 인삼
  - 큰고량강

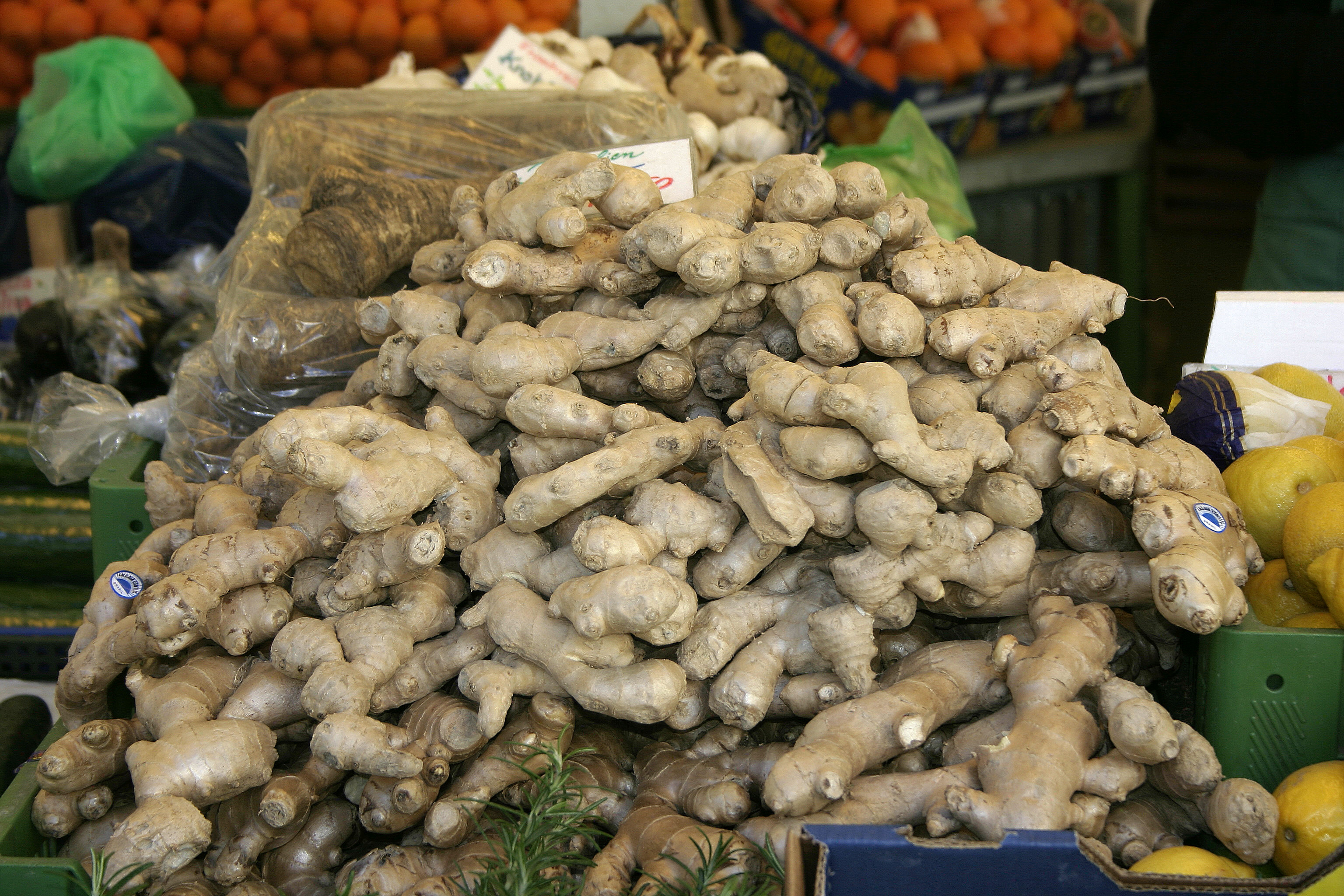
생강 뿌리줄기

  - 아르트로포디움속 (렌가렌가, 바닐라 백합 등)
  - 칸나속 (칸나)
  - 코르딜리네 프루티코사 (티)
  - 갈울금 (애로루트)
  - 연꽃 (연근)
  - 부들속 (부들이나 갈대)
  - 생강 (생강)

- 덩이줄기
  - 아피오스 (돼지감자 또는 땅콩)
  - 방동사니 (타이거넛 또는 추파)

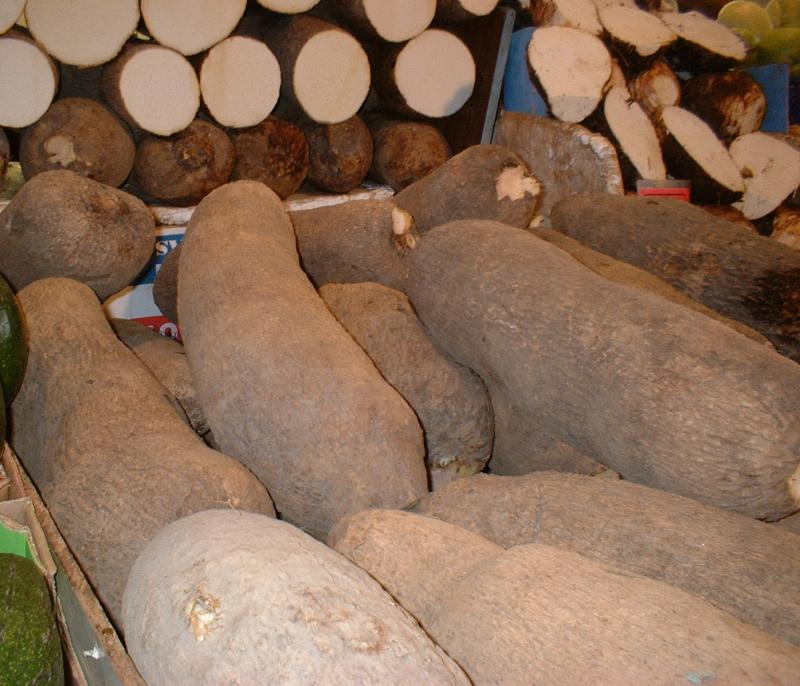
마 덩이줄기

  - 돼지감자 (예루살렘 아티초크 또는 썬초크)
  - 원추리속
  - 라티루스 투베로수스 (어스넛 완두)
  - 옥살리스 투베로사 (오카 또는 뉴질랜드 마)
  - 콜레우스 에둘리스 및 콜레우스 에스쿨렌투스 (켐빌리, 다조 등)
  - 감자 (감자)
  - 초석잠 (중국 아티초크 또는 크로스네)
  - 마슈아 (마슈아 또는 아뉴)
  - 울루쿠스 투베로수스 (울루쿠)

### 뿌리 같은 줄기
- 자미아 인테그리폴리아 (플로리다 애로루트)

### 진정한 뿌리

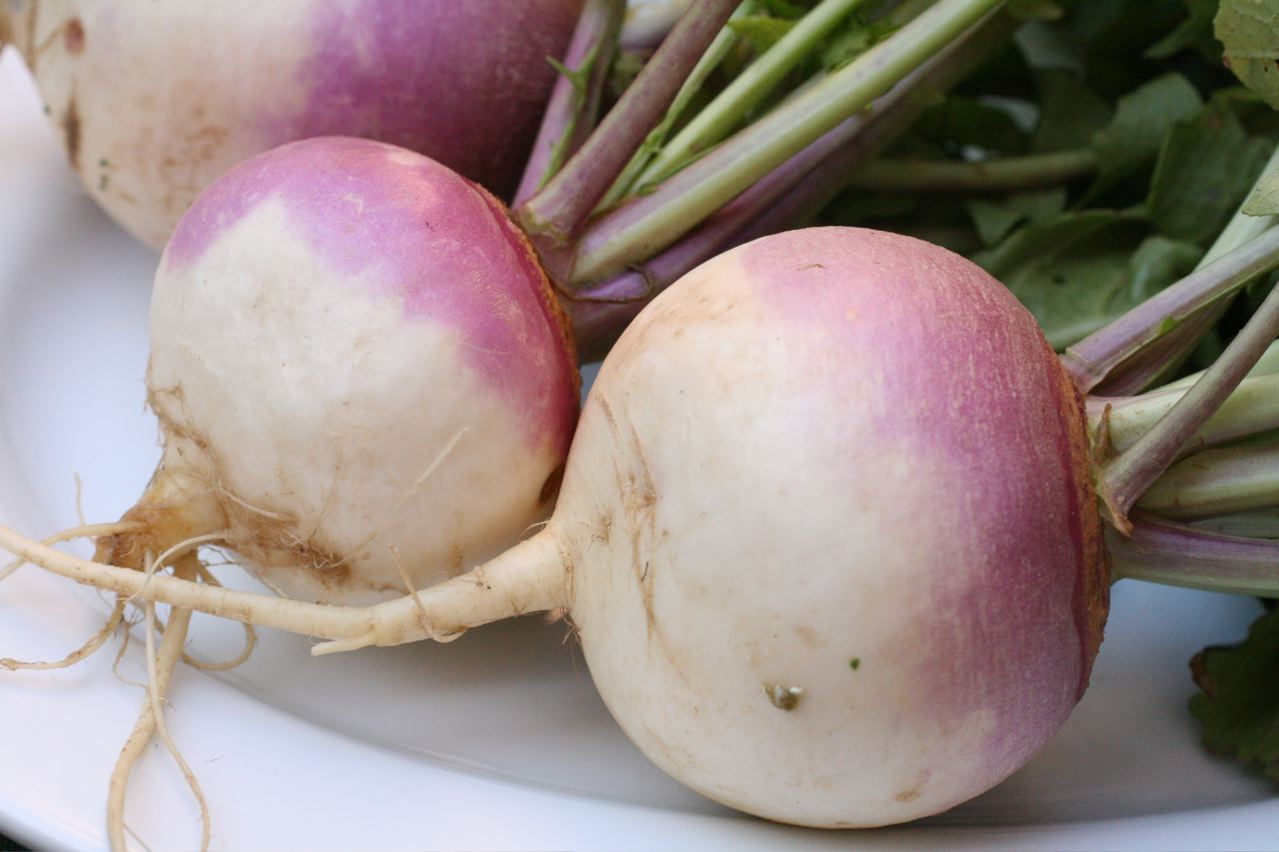
순무, 주근 (식물학)

- 주근 (일부 유형은 상당한 배축 조직을 포함할 수 있음)
  - 아라카차 (아라카차)
  - 비트 (비트 및 망겔부르젤)
  - 배추속 (콜라비, 루타바가 및 순무)
  - 부니움 페르시쿰 (블랙 커민)
  - 우엉 (아르크티움, 국화과)
  - 당근
  - 셀러리악
  - 흰무 – 동아시아의 큰 흰 무
  - 민들레
  - 겨자무
  - 마카 (마카)
  - 마이크로세리스 란세올라타 (머농 또는 얌 데이지)
  - 파키리주스속 (히카마 및 아히파)
  - 파스닙
  - 파슬리속 (파슬리 뿌리)
  - 무
  - 스코르조네라 히스파니카 (블랙 살시피)
  - 시움 시사룸 (스키렛)
  - Tragopogon spp. (살시피)
  - 비그나 란세올라타 (덤불 당근 또는 덤불 감자)

- 덩이뿌리

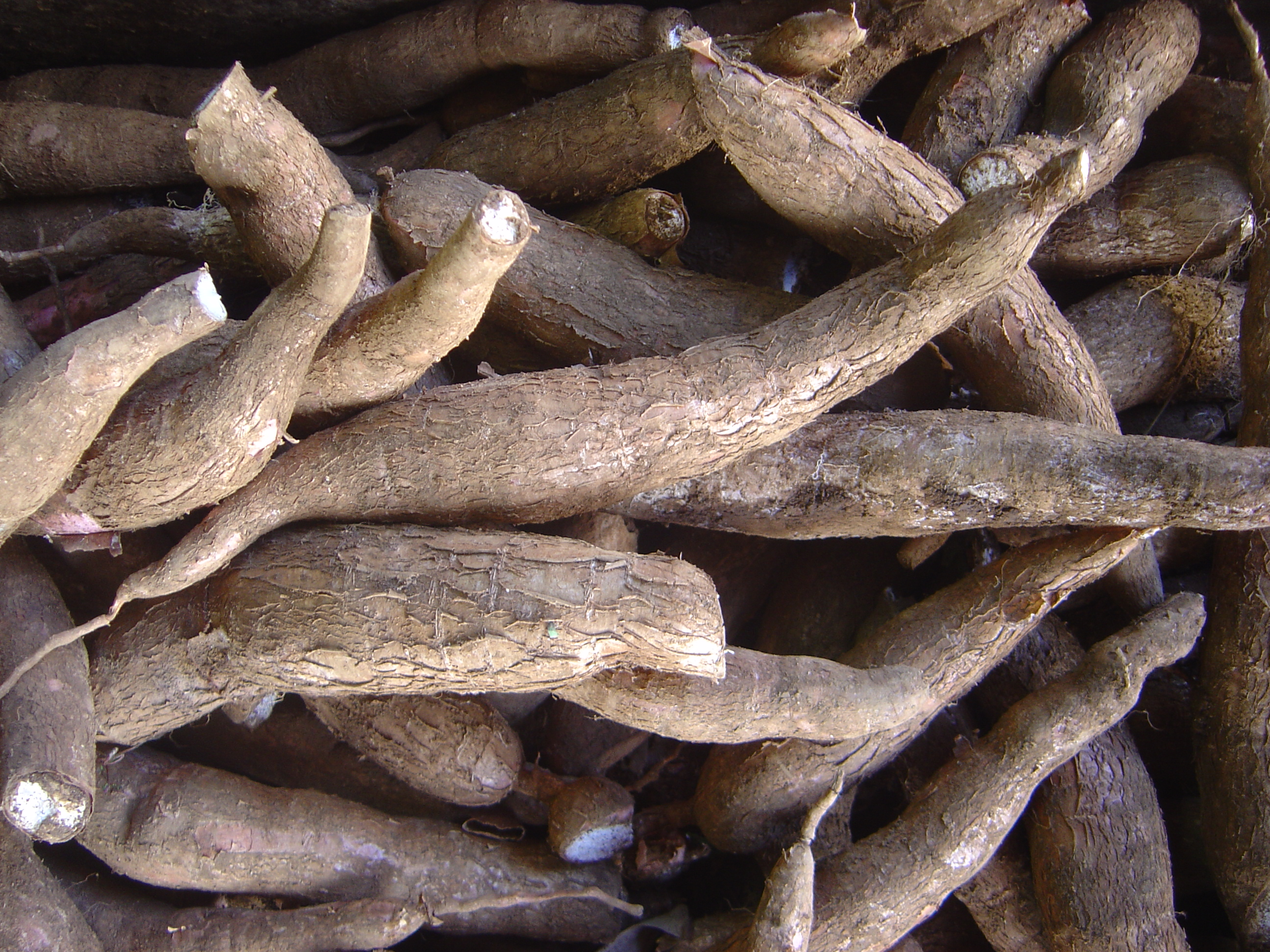
카사바 덩이뿌리

  - 아모르포팔루스 갈브라 (노란 백합 마)
  - 코노포디움 마유스 (피그넛 또는 어스넛)
  - 마속 (마, 자색 마)
  - 디오스코레아 폴리스타키아 (나가이모, 중국 마, 한국 마, 산 마, 흰 얌)
  - 혼스테드티아 스코티아나 (야생 생강)
  - 고구마 (고구마)
  - 이포메아 코스타타 (사막 마)
  - 카사바 (카사바 또는 유카 또는 마니옥)
  - 미라빌리스 익스판사 (마우카 또는 차고)
  - 페디오멜룸 에스쿨렌툼 (브레드루트, 팁신 또는 프레리 순무)
  - 야콘

## 용도
많은 뿌리채소는 뿌리 저장고에서 잘 보관되며, 몇 달 동안 지속될 수 있다. 이는 수확 후 오랫동안 사용할 식량을 저장하는 한 가지 방법으로, 겨울에 수확량이 거의 없거나 전혀 없는 위도에서는 특히 중요하다. 또한 계절 연장 방법도 있으며, 대부분 비닐하우스를 사용하여 겨울 내내 수확을 연장할 수 있다.
녹말이 많은 뿌리채소는 주식으로서 특히 경제적으로 중요하며, 특히 열대 지역에서 그러하다. 이들은 중앙 및 서아프리카의 많은 지역과 오세아니아에서 곡류를 능가하며, 이 지역에서는 직접 사용하거나 으깨어 푸푸나 포이와 같은 음식을 만든다.

## 같이 보기
- 프로비전